# Специалист
Специалист  е човек с придобита квалификация в съответната област на приложните или други науки.
Според Националната класификация на професиите и длъжностите в Република България специалистите се делят на аналитични и приложни.

## Аналитични специалисти
- Физици, математици и инженерни специалисти
- Природонаучни и здравни специалисти
- Преподаватели
- Други аналитични специалисти (юристи, одитори и счетоводители и др.)

## Приложни специалисти
- Техници и сродни на тях специалисти
- Природонаучни техници и свързани със здравното обслужване специалисти
- Учителски кадри в системата на народната просвета, приравнени на преподаватели
- Други приложни специалисти (дилъри и брокери; посредници; полицейски инспектори и детективи; радио, телевизионни и други говорители; музиканти, певци и танцьори; спортисти и др.)